# Colin Archer

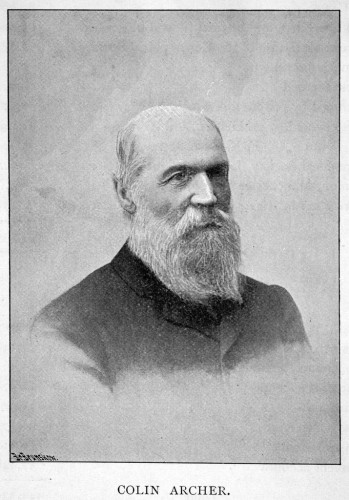
Colin Archer (circa 1893)

Colin Archer (Larvik, 22 juli 1832 – aldaar, 3 februari 1921) was een van de belangrijkste jacht- en scheepsconstructeurs.
Archer werd geboren in 1832, zes jaar nadat zijn Schotse ouders naar Noorwegen geëmigreerd waren, en leefde in Tollerodden in de gemeente Larvik. Als jongeman woonde hij enkele jaren in Australië, waar hij met zijn broer James een grote boerderij opbouwde en zo financieel onafhankelijk werd.
In 1861 keerde Colin Archer naar Noorwegen terug, waar hij als scheepsontwerper en botenbouwer grote naam maakte. Zijn schepen kenmerken zich door bijzondere stabiliteit en zeewaardigheid. Een van de bekendste door hem gebouwde schepen is de Fram, waarmee de Noorse onderzoeker Fridtjof Nansen en later Roald Amundsen de Arctis en Antarctis onderzochten. De Fram is nu geconserveerd in het Frammuseum op Bygdøy in Oslo.
Toen Colin Archer op 89-jarige leeftijd overleed, had hij meer dan 200 schepen, 70 jachten, 60 loodsboten, 14 reddingsschepen en 72 andere watervoertuigen gebouwd. De door hem geprefereerde scheepsvorm was de spitsgatter, aangezien dit type met een gemiddelde gaffeltuig een zeer hoge zeewaardigheid behaalt. Jachten van dit soort worden ook Colin-Archer-type genoemd.
De in november 1896 als Rachel in de vaart genomen gaffelketsch Rakel is tot op de dag van vandaag op de Noord- en Oostzee onderweg.
Om het jaar wordt ter nagedachtenis aan Colin Archer de Colin Archer Memorial Race georganiseerd. Deze wedstrijd start in Lauwersoog en voert naar Larvik. De afstand bedraagt ongeveer 365 zeemijl (675 km) en duurt afhankelijk van het weer en scheepstype drie, vier of vijf dagen.

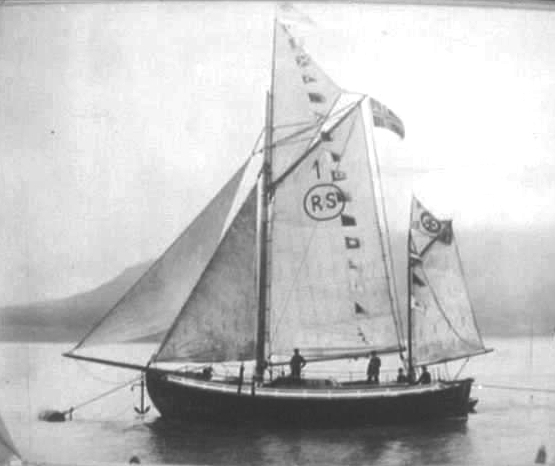
RS «Colin Archer» (RS 1)
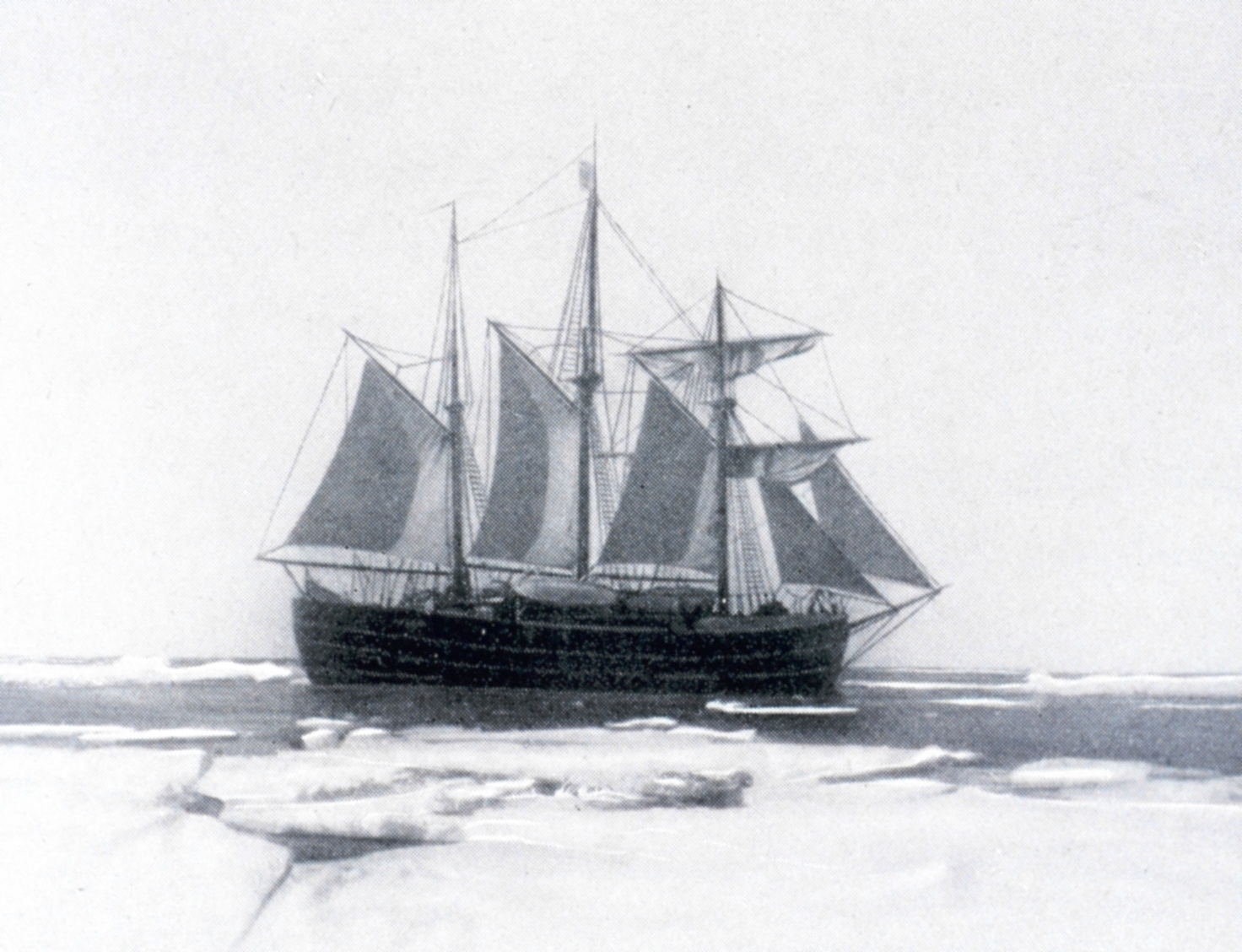
Fram
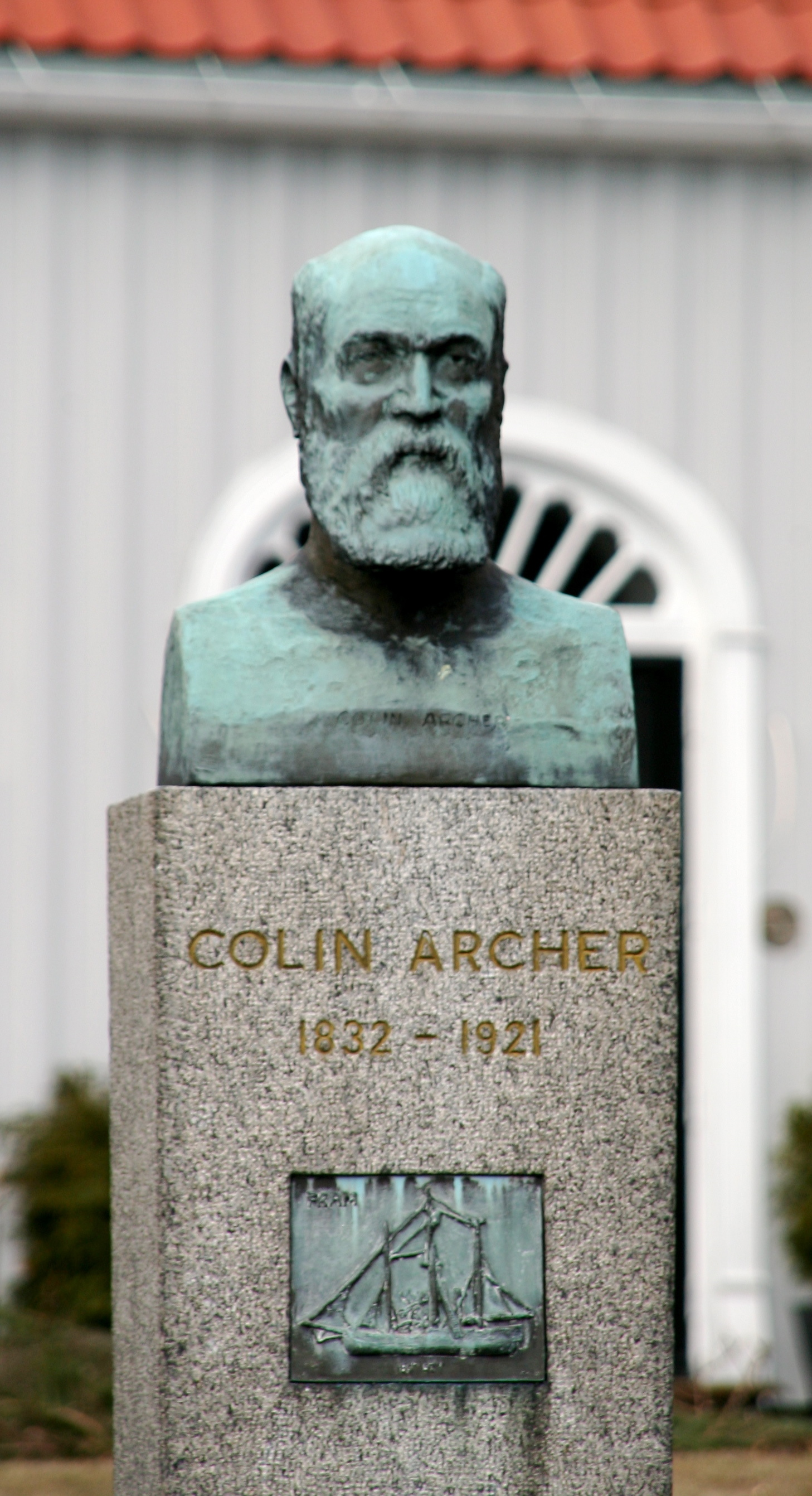
Standbeeld Colin Archer